# 普羅尼亞河

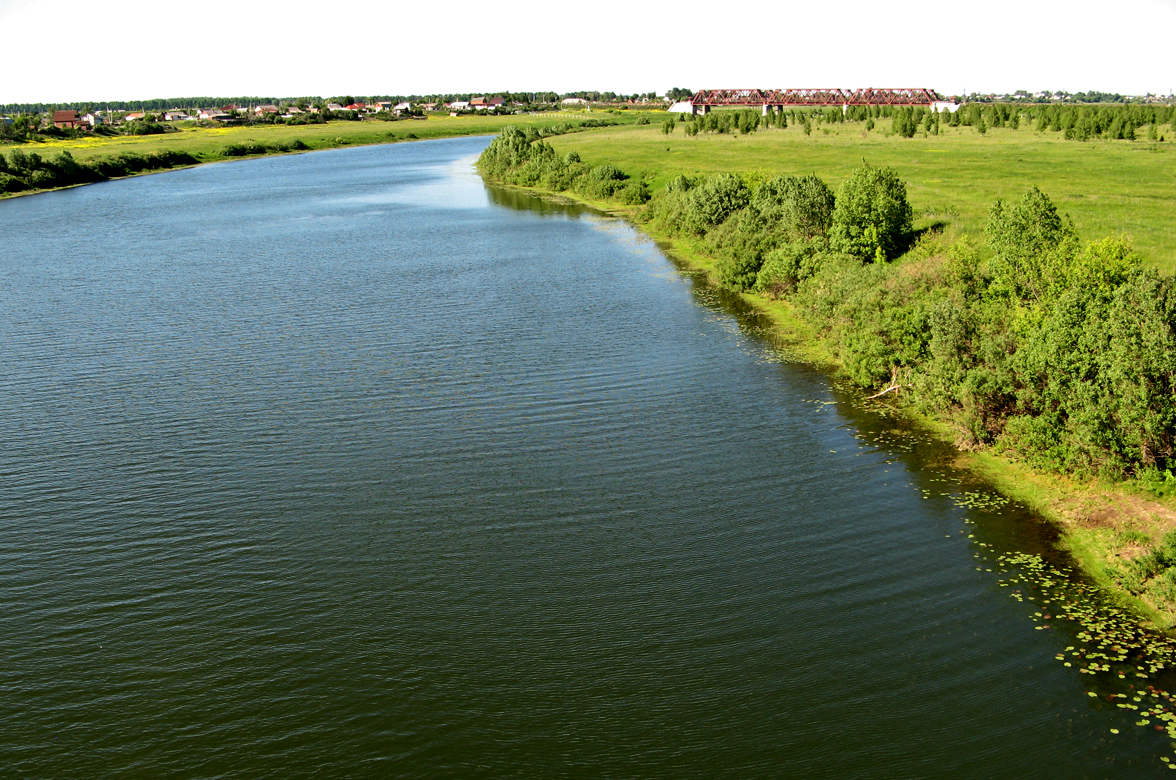
普羅尼亞河

普羅尼亞河是俄羅斯的河流，位於梁贊州和圖拉州，屬於奧卡河的右支流，河道全長336公里，流域面積10,200平方公里，在每年11月下旬開始結冰，直至翌年3月上旬，下游河道可讓船隻航行，河畔城鎮有米哈伊洛夫。